# Exotenwald

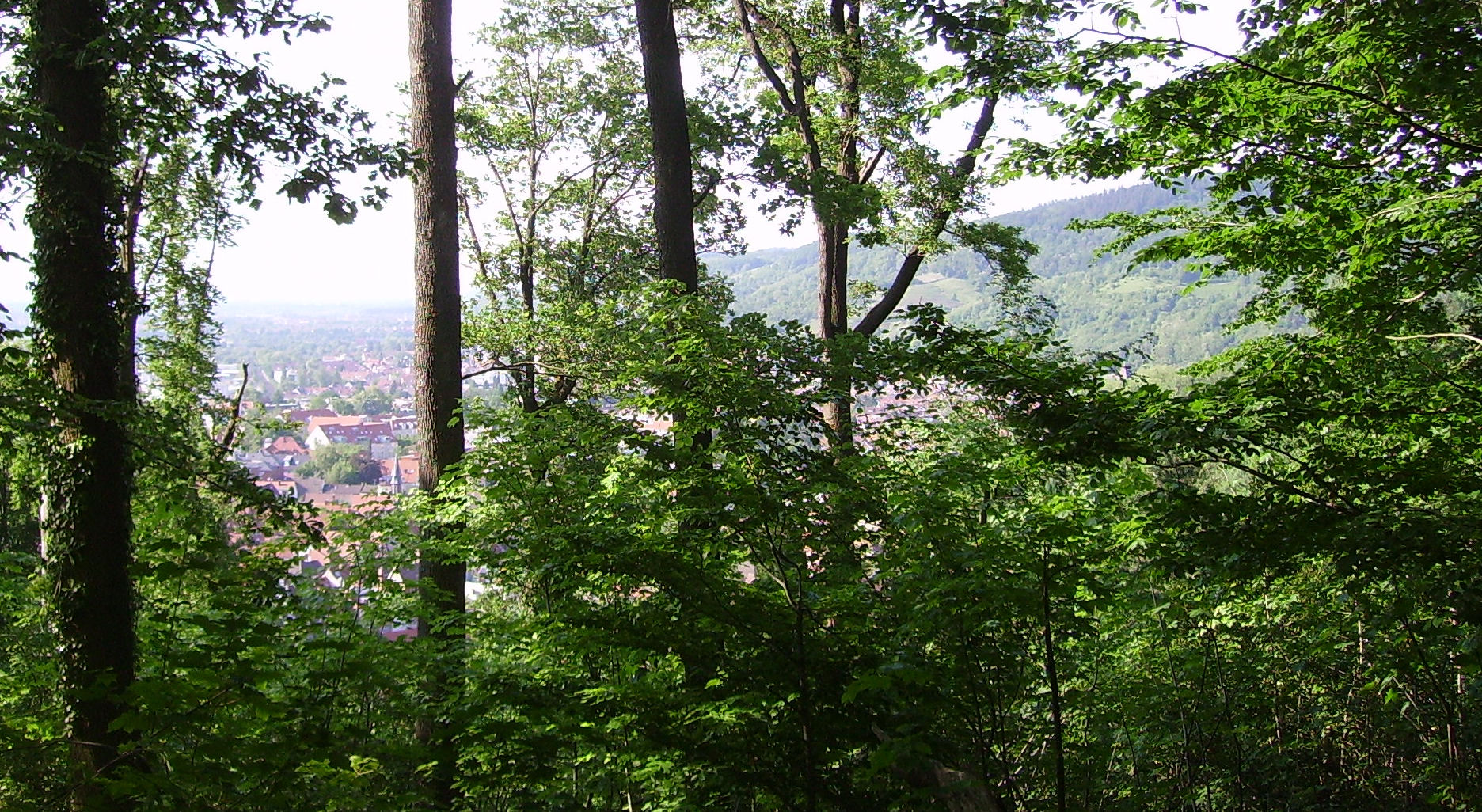
Exotenwald Weinheim

Der Exotenwald in Weinheim ist ein 1872 begründetes Arboretum und mit einer Größe von 60 Hektar eines der großen in Europa. Während in anderen Arboreten exotische Baumarten oft nur in Gruppen oder wenigen Einzelexemplaren gezeigt werden, wird im Exotenwald immer gleich ein ganzes Waldstück mit einer Baumart bepflanzt. So können z. B. Mammutbäume – in Deutschland meist als Einzelexemplare zu sehen – als Waldbäume betrachtet werden, und zwar inzwischen mit einer Höhe bis 60 Metern. Von den insgesamt 400 Baum- und Straucharten, deren Anpflanzung bisher erprobt wurde, sind 170 übrig geblieben.
Der Exotenwald schließt sich südlich an den Schlosspark Weinheim an, der auch die größte Zeder Deutschlands beherbergt.

## Geschichte
Der Exotenwald wurde 1872 von dem Freiherrn Christian Friedrich Gustav von Berckheim begründet. Die von ihm gepflanzten Schläge zählen zu den ältesten Vorkommen einiger exotischer Baumarten in Deutschland. Berckheim kaufte die Gewannen Sommerhalde, Wichtersgasse, Gassenweg, Judenbuckel und Weihertal, wodurch ein Besitz von rund 36 ha Fläche entstand. Darauf pflanzte er in den Jahren zwischen 1872 und 1883 insgesamt 12.494 Bäume. Von den damals etwa 150 ursprünglich gepflanzten Baum- und Straucharten sind rund 50 übrig geblieben. Die damals angelegten Alleen sind fast vollständig verschwunden.
Nach längerem Desinteresse wurde der Wald in den 1930er Jahren um weitere Baumarten vor allem aus Japan und Ostasien verstärkt. Beispiele sind Japanische Magnolie (Magnolia hypoleuca), die Sicheltanne (Cryptomeria japonica) und der Japanische Kuchenbaum (Cercidiphyllum japonicum).
Das Land Baden-Württemberg erwarb den Wald im Jahr 1955 und erweiterte ihn auf die heutige Größe von 60 Hektar.

## Bestände
Vorwiegend sind alte Baumarten aus Europa, dem Mittelmeerraum, Nordafrika, Nordamerika, Klein- und Ostasien, aber auch anderer Länder vertreten:
Europa
- Serbische Fichte (Picea omorika)
- Österreichische Schwarzkiefer (Pinus nigra subsp. nigra)

Mittelmeerraum und Nordafrika
- Atlaszeder (Cedrus atlantica)

Nordamerika
- Edel-Tanne (Abies procera)
- Weinblatt-Ahorn (Acer circinatum)
- Großblättriger Ahorn (Acer macrophyllum)
- Zucker-Ahorn (Acer saccharum)
- Papier-Birke (Betula papyrifera)
- Weihrauchzeder (Calocedrus decurrens)
- Schuppenrinden-Hickory (Carya ovata)
- Prächtiger Trompetenbaum (Catalpa speciosa)
- Gewöhnlicher Trompetenbaum (Catalpa bignonioides)
- Lawsons Scheinzypresse (Chamaecyparis lawsoniana)
- Amerikanisches Gelbholz (Cladrastis kentukea)
- Schwarznuss (Juglans nigra)
- Amerikanischer Amberbaum (Liquidambar styraciflua)
- Tulpenbaum (Liriodendron tulipifera)
- Gurken-Magnolie (Magnolia acuminata)
- Mexikanische Fichte (Picea engelmannii subsp. mexicana)
- Jeffrey-Kiefer (Pinus jeffreyi)
- Gelb-Kiefer (Pinus ponderosa)
- Scharlach-Eiche (Quercus coccinea)
- Roteiche (Quercus rubra)
- Küstenmammutbaum (Sequoia sempervirens)
- Riesenmammutbaum (Sequoiadendron giganteum)
- Echte Sumpfzypresse (Taxodium distichum)
- Riesen-Lebensbaum (Thuja plicata)
- Nootka-Scheinzypresse (Xanthocyparis nootkatensis)

Ostasien
- Korea-Tanne (Abies koreana)
- Götterbaum (Ailanthus altissima)
- Japanischer Kuchenbaum (Cercidiphyllum japonicum)
- Sicheltanne (Cryptomeria japonica)
- Ginkgo (Ginkgo biloba)
- Baumaralie (Kalopanax septemlobus)
- Yulan-Magnolie (Magnolia denudata)
- Hanoki-Magnolie (Magnolia obovata)
- Urweltmammutbaum (Metasequoia glyptostroboides)
- Blauglockenbaum (Paulownia tomentosa)
- Kaukasische Flügelnuss (Pterocarya fraxinifolia)
- Chinesische Flügelnuss (Pterocarya stenoptera)

Andere (oder nicht zuordenbar)
- Araukarien (Araucaria araucana)
- Hemlocktannen (Tsuga sp.)

## Tourismus
Der Exotenwald ist als öffentliches Waldgebiet vom Schloßpark Weinheim aus mit drei ausgeschilderten Wegen erschlossen: Dem Schwarzkiefern-Rundweg (2,4 km), dem Exotenwald-Rundweg (3,1 km) und dem Großen Rundweg (4,4 km). Im Sommer bis Ende Oktober wird samstags (außer Kerwesamstag) um 16:00 Uhr ab drei Personen eine öffentliche Führung angeboten.

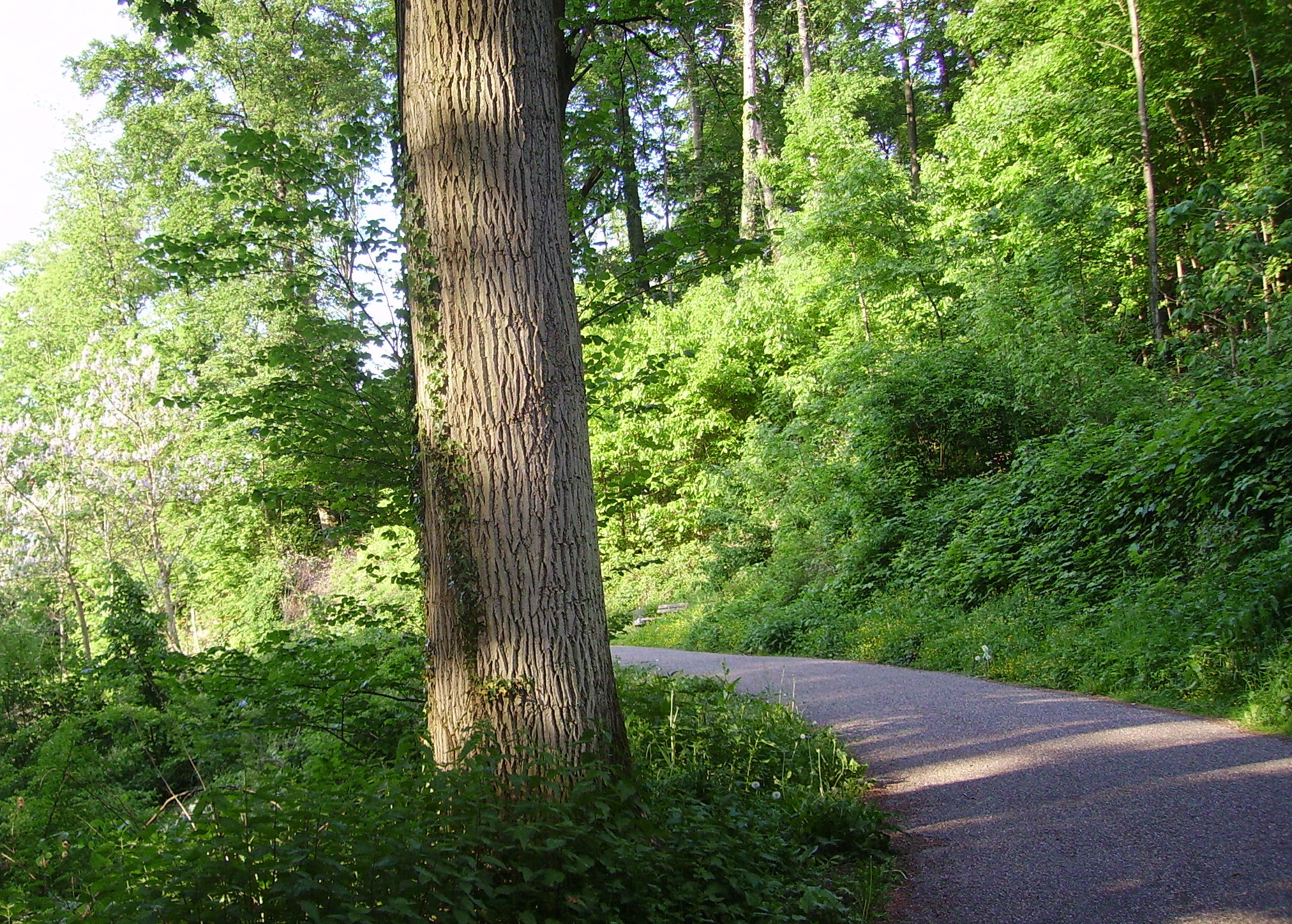
Exotenwald in Weinheim
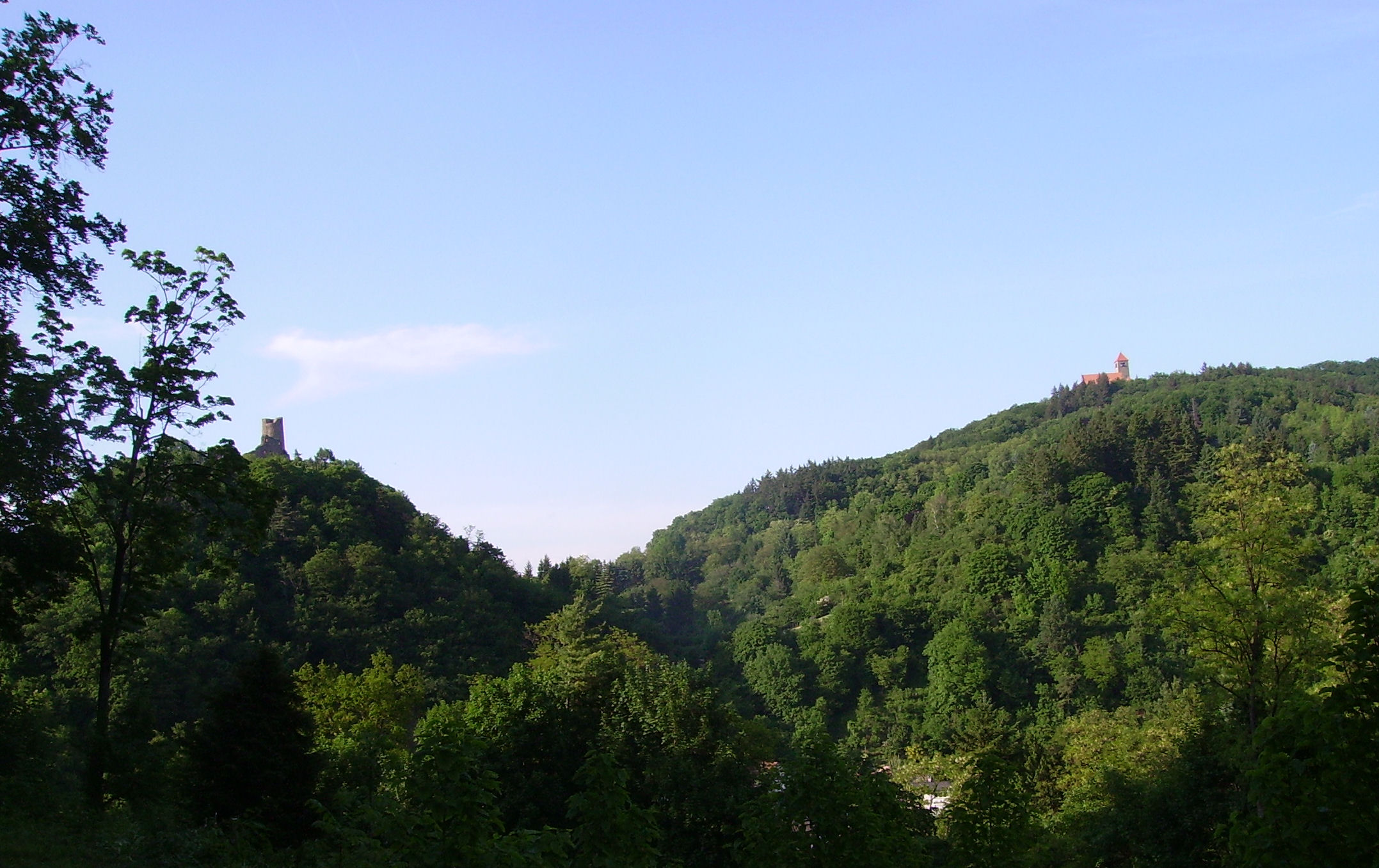
Exotenwald in Weinheim
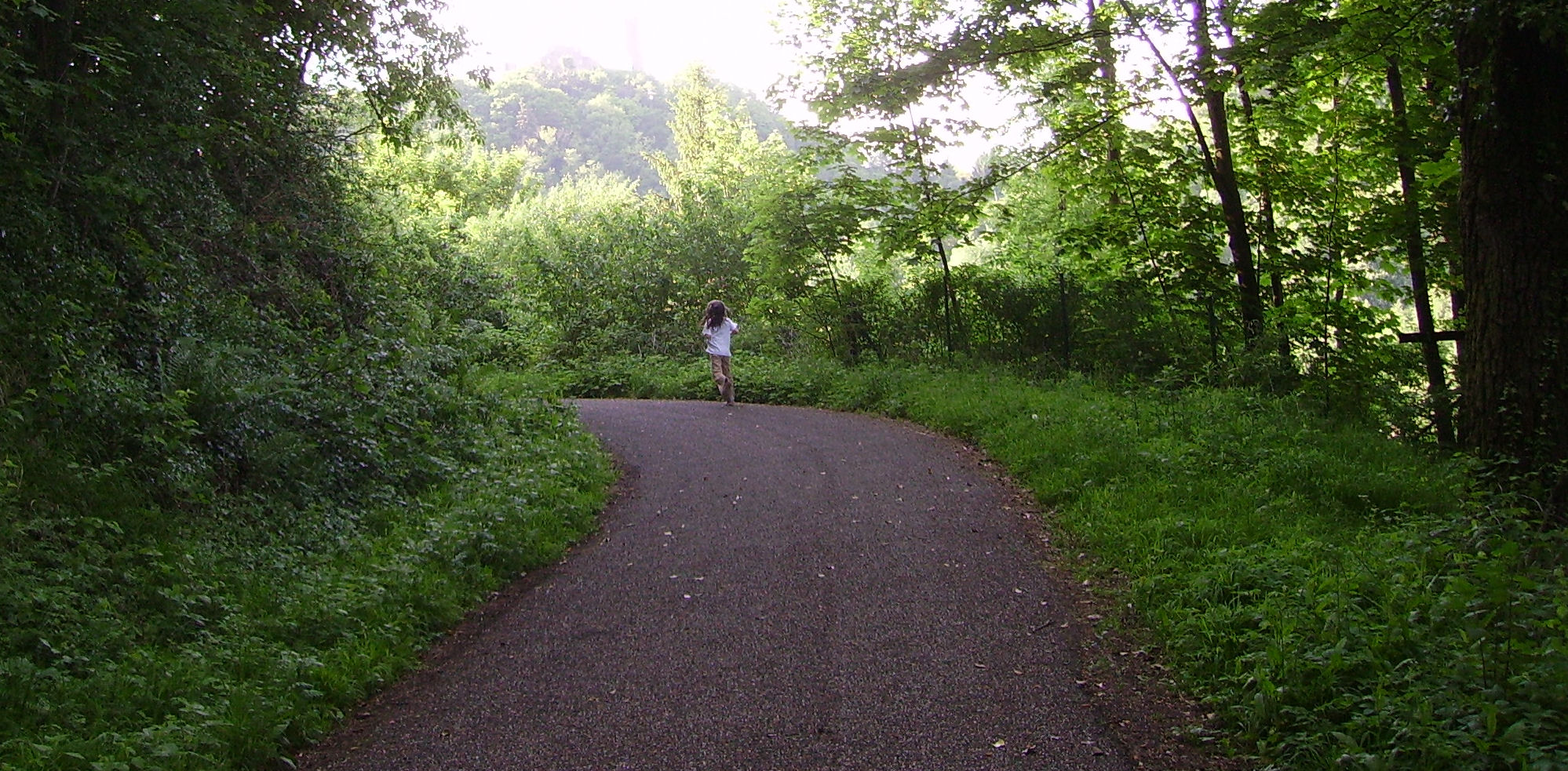
Exotenwald in Weinheim
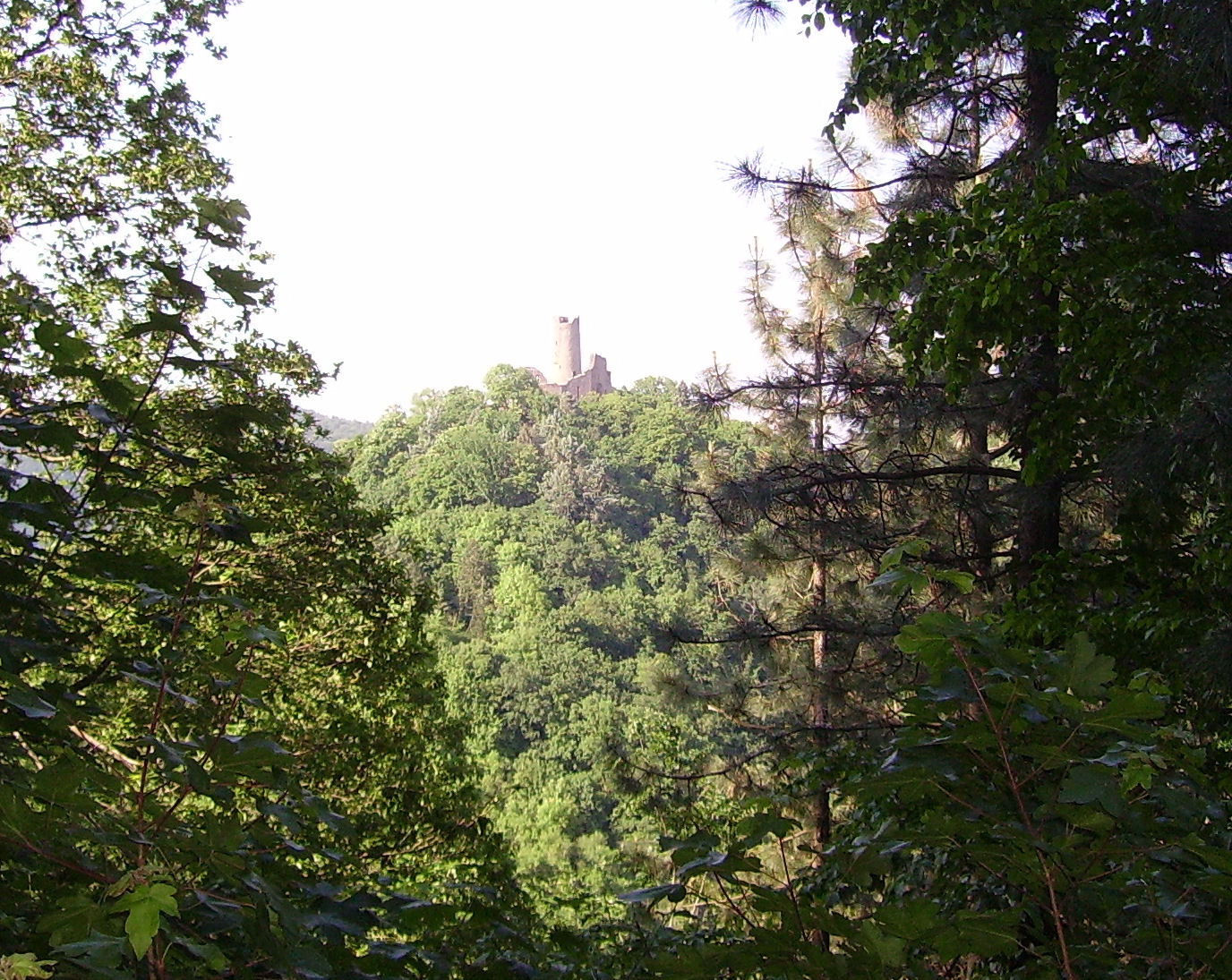
Exotenwald in Weinheim
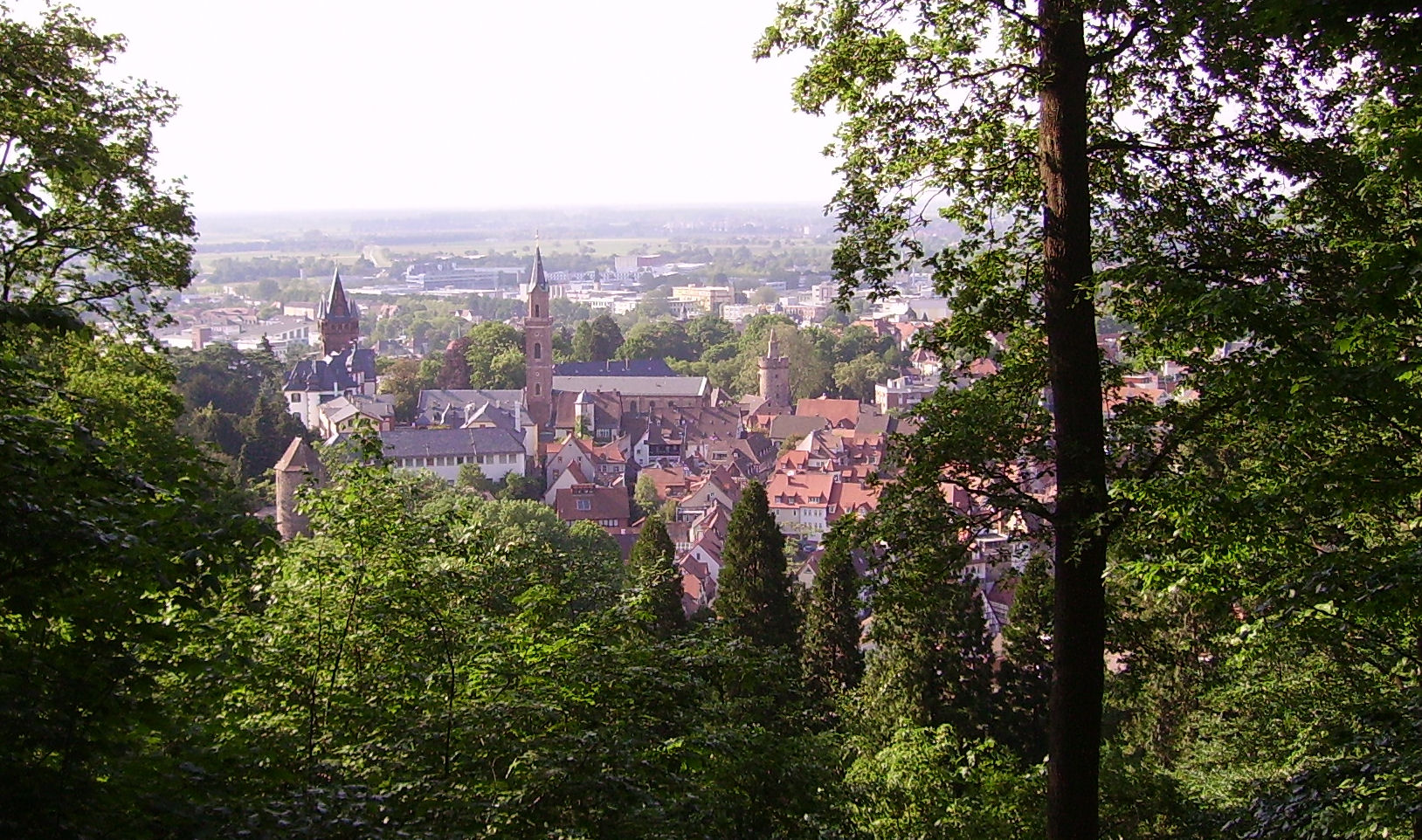
Exotenwald in Weinheim
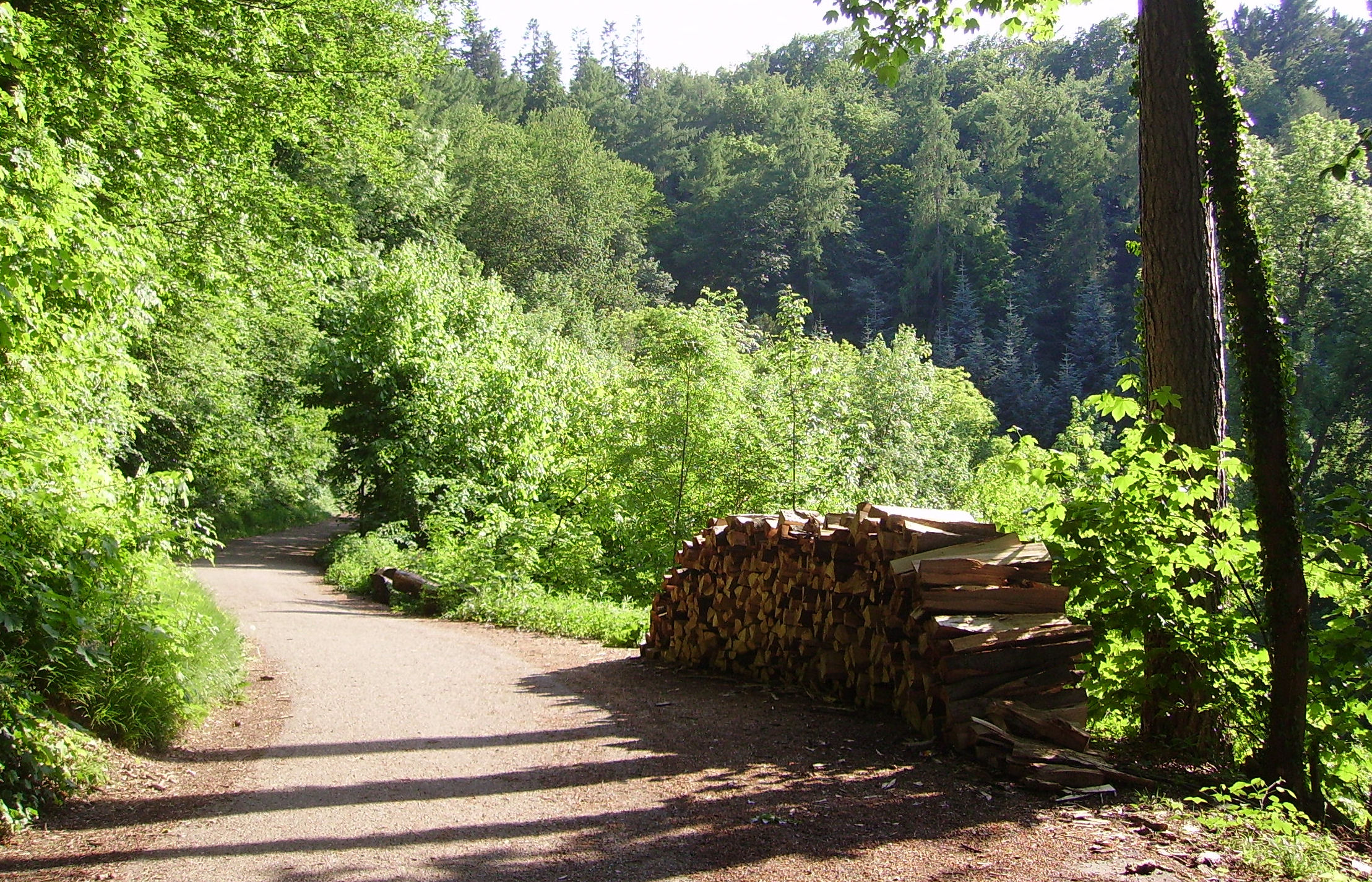
Exotenwald in Weinheim
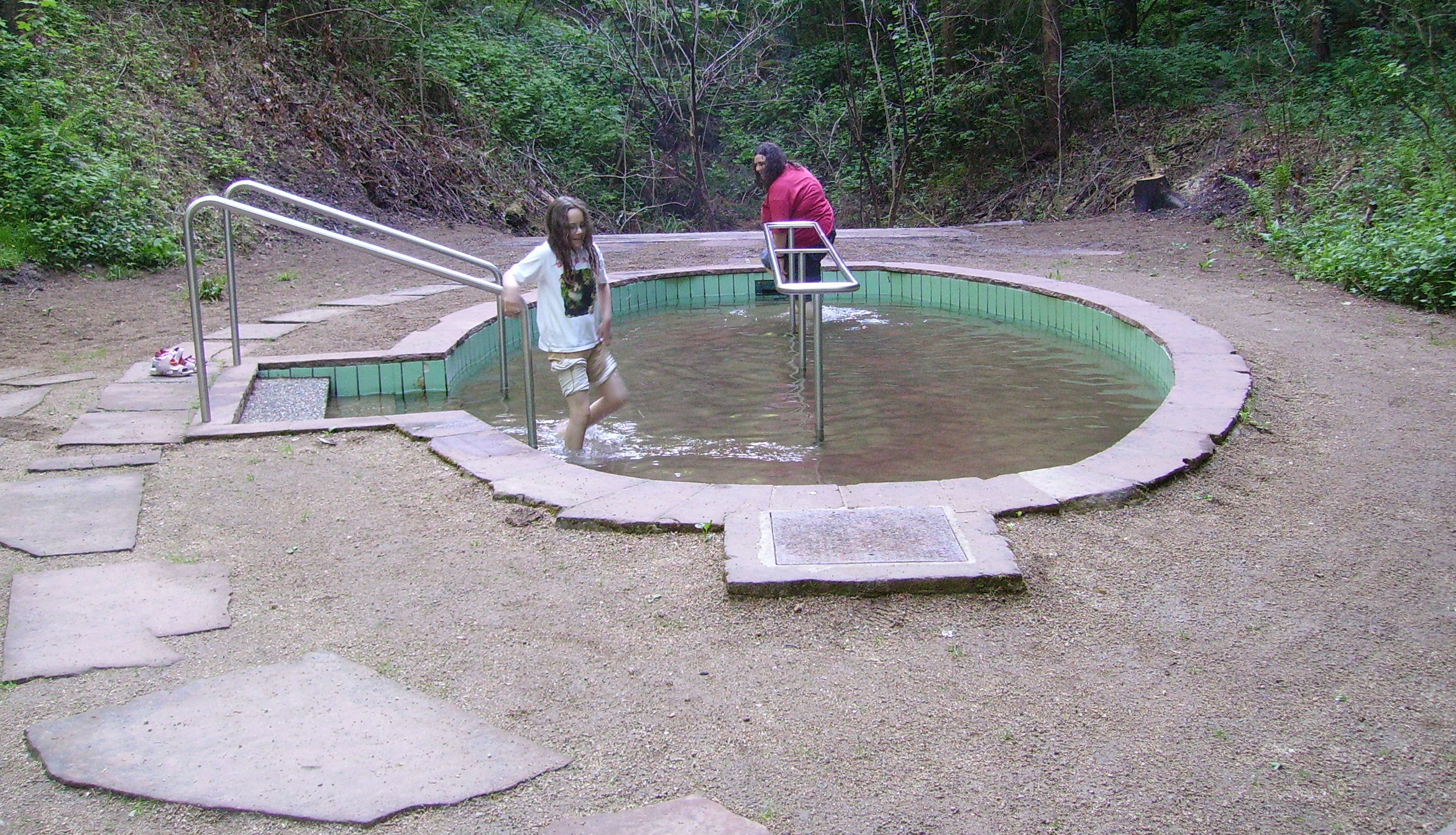
Im Exotenwald in Weinheim